# Гоплофобія
Гоплофобія — неологізм, вигаданий як пейоратив для означення «ірраціональної відрази до зброї».
Іноді використовується в більш загальному значенні як «страх вогнепальної зброї» або в розмовному сенсі як «страх озброєння громадян».

## Історія терміна
Джефф Купер, який не був фахівцем в галузі медичного або психіатричного здоров'я, а натомість письменником і фахівцем зі зброї, стверджує, що придумав це слово в 1962 р., заради глузування і дратування прихильників контролю над вогнепальною зброєю, стверджуючи, що їх думки помилкові та нерозумні:
«Я вигадав термін „Гоплофобія“ в 1962 році, відчуваючи потребу у слові, щоб описати розумове відхилення, що полягає в безпричинному жаху перед усім новим, зокрема, зброєю. Найбільш поширеним проявом гоплофобії є думка, що прилади мають власну волю, відособлену від їхнього користувача. Це не обґрунтована думка, але коли ви вказуєте на це гоплофобу, він не буде вражений [таким аргументом], тому що його позиція не є обґрунтованою. Намір переконати когось, в тому, що він щось не усвідомлює, не змусить його змінити свою точку зору, радше зробить з нього ворога. Таким чином гоплофобія — це корисне слово, але, як і усі слова, воно мусить вживатись правильно.»
Термін був побудований з грецького ὅπλον (гоплон у значенні «зброя») і φόβος («страх»). Хоча це слово і не має стосунку до галузі психічного здоров'я, Купер використав термін як альтернативу усталеному виразу: «Ми читаємо про „озброєних грабіжників“ і „проти-пістолетних психів“, але ці вирази НЕ пояснюють причини такої поведінки.» Купер пояснює таку поведінку ірраціональним жахом перед вогнепальною та іншими видами зброї, без жодних доказів своєї спроможності довести небезпеку.

## Медичний статус
Гоплофобія не є фобією згідно з переліком Diagnostic and Statistical Manual of Mental Disorders (DSM), що друкується Американською асоціацією психіатрів (American Psychiatric Association)
Значення і застосування, що використані Купером, виходять за межі визначення фобії яка використовується DSM. Наприклад, один з діагностичних критеріїв фобій є те, що людина знає і визнає ірраціональність свого страху, а також, зазвичай, фобія викликає певні функціональні порушення. Справді медичні фобії вогнепальної та інших видів зброї насправді існують, проте трапляються вкрай рідко.